# 上欽查
上欽查（西班牙語：Chincha Alta）是秘魯的城市，位於該國西南部，由伊卡大區負責管轄，距離首都利馬約200公里，面積238平方公里，海拔高度97米，該鎮受2007年8月15日發生的地震波及，2007年人口153,598。
根据国家统计与信息研究所，上钦查城是秘鲁第十五个人口最多的城市，2015年估计有177 219人。

## 艺术
上欽查的艺术很朴素，基本上他们的传统的服装是非洲裔秘鲁服饰。卡门区的黑人跳他们的非洲祖先的舞蹈，比如说《festejo （页面存档备份，存于）》,《landó （页面存档备份，存于）》, 《zapateo》, 《panalivio》和《contrapunto》。

## 黑人音乐
上钦查城的音乐，属黑人音乐，用传统的打击乐器，比如说《cajón》,《maracas》,《tejoles》,《güiro》和《quijada de burro （页面存档备份，存于）》。这个音乐是沿岸城市的典型音乐，非常有名的。

## 舞蹈
欽查的传统舞蹈是一种很热闹的舞蹈。每个圣诞节，准确地说从12月23日到27日都有表演。这些舞蹈团的名字叫《Hatajo de negritos》。每年从8月13日到17日，欽查的人以舞蹈纪念升天的圣母。

## 农业
到欽查之前，你将能够看到玉米的作物、棉花的作物、蔬菜和水果。

13°27′S 76°08′W / 13.450°S 76.133°W